# Гулькино
Гулькино (тат. Гүлкин, Gülkin) — село в Заинском районе Татарстана. Административный центр Гулькинского сельского поселения.

## География
Находится в восточной части Татарстана на расстоянии приблизительно 23 км на юг-юго-запад по прямой от районного центра города Заинск у речки Чупайка.

## История
Известна с 1656 года как Пустошь Манчи. Упоминалась также как Малый Чувашский Батрас.

## Население
Постоянных жителей было: в 1859—273, в 1912—584, в 1926—507, в 1938—413, в 1949—373, в 1958—469, в 1970—415, в 1979—286, в 1989—214, в 2002—324 (русские 33 %, чуваши 57 %), 334 в 2010.